# Brad Pitt
William Bradley „Brad“ Pitt (* 18. prosince 1963 Shawnee, Oklahoma) je americký filmový herec a producent, držitel dvou Zlatých glóbů za nejlepší mužský herecký výkon ve vedlejší roli za výkon ve filmech Dvanáct opic (1995) a Tenkrát v Hollywoodu (2019), za nějž obdržel svého prvního hereckého Oscara za nejlepší mužský herecký výkon ve vedlejší roli. Je producentem více než 50 celovečerních hraných filmů a 10 televizních seriálů. Kromě mnoha filmů, ve kterých sám hrál, produkoval i díla jako Skrytá identita (2006), Kick-Ass (2010) či 12 let v řetězech (2013), za které získal svého první Oscara v kategorii nejlepší film.
Poprvé se dočkal uznání vedlejší rolí ve filmu Thelma a Louise (1991) a od té doby si zahrál v mnoha mimořádně úspěšných hollywoodských filmech včetně Sedm (1995), Klubu rváčů (1999), Podfu(c)ku (2000), Dannyho parťáků (2001), Troji (2004), Podivuhodného případu Benjamina Buttona (2008), Hanebných parchantů (2009) či Světové války Z (2013).
Již v 90. letech se stal jednou z nejpopulárnějších a nejvlivnějších osob filmového průmyslu, dočkal se uznání filmových kritiků a získal si miliony fanoušků po celém světě. Díky svému vzhledu je mimořádně populární u ženského publika. V letech 1995 a 2000 byl časopisem People vyhlášen nejvíc sexy mužem. Na každoročně vyhlašovaném žebříčku 100 nejvlivnějších lidí planety časopisu Forbes se Brad Pitt umístil v letech 2007 a 2009. Brad Pitt patří i mezi nejlépe placené herce světa.
Jeho bouřlivý osobní život je již léta předmětem publicity a častým tématem bulvárních plátků. Herec byl v letech 2000–2005 ženatý s herečkou Jennifer Anistonovou. Jeho životní partnerkou se již v roce 2005 stala herečka Angelina Jolie, se kterou se seznámil při natáčení kriminální komedie Mr. & Mrs. Smith (2005). Mají celkem šest dětí, z nichž tři jsou adoptivní. V roce 2014 uzavřeli manželství, ale už 19. září 2016 podala Angelina Jolie žádost o rozvod, který byl dokončen až v roce 2019.

## Dětství a mládí
Ačkoliv se Brad Pitt narodil v Oklahomě, vyrůstal ve missourském Springfieldu jako nejstarší ze tří dětí ve věřící rodině. On sám spíše balancoval na hranici ateismu a agnosticismu, ovšem později opět našel svou víru. Jeho otec William Alvin Pitt vlastnil přepravní společnost, jeho matka Jane Etta byla školní poradkyně. Ve Springfieldu vystudoval Střední školu Kikapů, pojmenované po původním místním indiánském kmeni a městské čtvrti známé jako Kickapoo Prairie. Zde uplatnil své sportovní vlohy (golf, tenis, plavání), ovšem zároveň již hrál ve školních muzikálech. Pak studoval na University of Missouri žurnalistiku, grafický a reklamní design a reklamu.
Od dětství se zajímal o film a vše kolem něj. Jeho idoly byli herci Gary Oldman, Sean Penn a Mickey Rourke. Nakonec se rozhodl, že opustí školu a vydá se bez dokončeného vysokoškolského vzdělání do Los Angeles, kde si zahrál v jednom nepříliš úspěšném televizním seriálu. Potom, aby si vydělal na herecké kurzy, se věnoval obvyklým zaměstnáním začínajících herců; prodával zmrzlinu, hlídal parkoviště a převlečen za kuře dělal živou reklamu.

## Kariéra

### Začátky a průlom
Zpočátku si zahrál vedlejší epizodní role v reklamách a televizi, postupně se snažil dostat do filmu. Po propadácích Cutting Class (1989), Happy Together (1989) či epizodních rolích ve filmu Bez východiska (1987) či seriálu 21 Jump Street následoval v roce 1990 úspěšnější film Smrt přišla brzy. Během natáčení se Brad sblížil s herečkou Julitte Lewisovou, se kterou se však v roce 1993 rozešel.
Jeho kariérním milníkem se nakonec stala vedlejší role stopaře a zlodějíčka v road movie Thelma a Louise (1991). Jeho milostná scéna s Geenou Davisovou ve filmu údajně poprvé definovala Pitta jako sexuální symbol.
O rok později zvárnil jednu z hlavních rolí v dramatu Roberta Redforda Teče tudy řeka (1992). Jednalo se o komplikovaný charakter mající potíže s alkoholem či gamblingem. Sám se během natáčení cítil pod tlakem, ovšem výrazně mu pomohl zbytek štábu a zejména Redford, který coby zkušený herec Pittovi předal mnohé zkušenosti.
Po boku Juliette Lewis ještě roku 1993 zazářil v roli sériového vraha v krimi Kalifornie, objevil se také ve vedlejší úloze v romantickém thrilleru Pravdivá romance režiséra Tonyho Scotta.

### Vrchol slávy
Vůbec první nominaci na Zlatý glóbus herci v roce 1994 přinesl dramatický snímek s Julií Ormondovou Legenda o vášni. Ve stejném roce ještě hrál po boku Toma Cruise ve slavném filmu Interview s upírem, jeho herecký výkon se však dočkal vlažného přijetí.

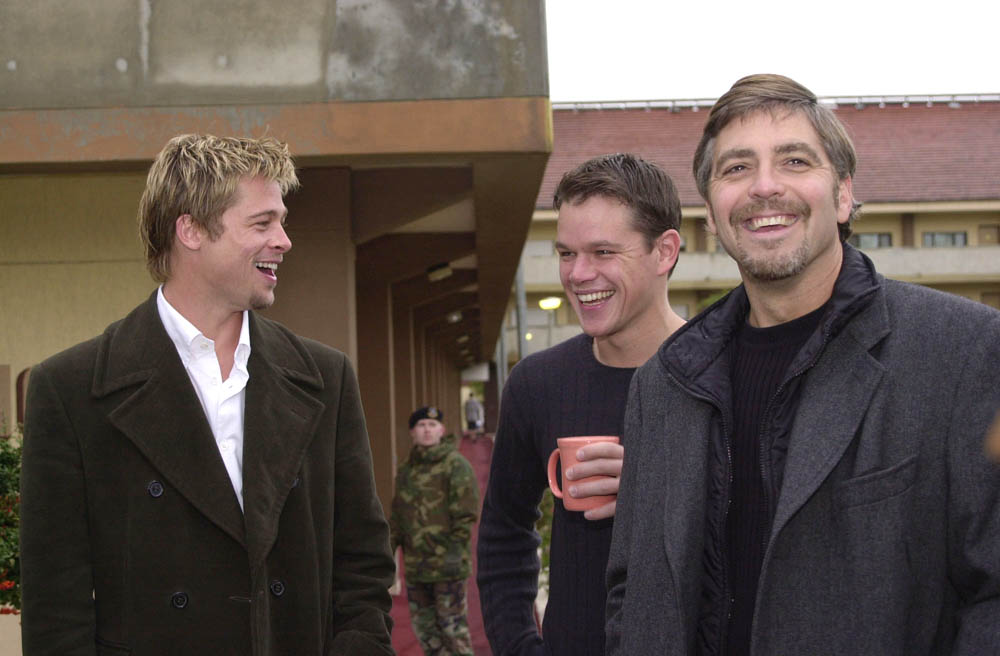
Pitt se svými hereckými kolegy Mattem Damonem a Georgem Clooneym

O rok později si jej režisér David Fincher vyžádal pro temnou kriminálku Sedm, kde ztvárnili společně s Morganem Freemanem detektivy na stopě brutálního sériového vraha. Ve filmu účinkovali i Gwyneth Paltrow a Kevin Spacey. Brad označil film za vynikající a podle svých slov mu značně rozšířil herecké obzory a posunul jej od rolí přitažlivých mladíků k duševně rozpolceným charakterům. Jeho výkon byl přijat pozitivně. V témže roce se po boku Bruce Willise objevil i v mysteriózním sci-fi Terryho Gilliama 12 opic (1995). Ačkoliv samotný Pitt se svým výkonem příliš spokojený nebyl, od kritiků se dočkal chvály, první oscarové nominace a vůbec prvního Zlatého glóbu za nejlepšího vedlejšího herce.
V následujících letech účinkoval například v úspěšném dramatu Spáči (1996), v posledním filmu Alana J. Pakuly Tichý nepřitel (1997) či biografickém dramatu Sedm let v Tibetu (1997). Kvůli této roli herec podstoupil značné množství kurzů horolezectví v Kalifornii i Alpách. Jako důsledek natočení filmu dostal režisér i hlavní herci včetně Pitta zákaz vstupu na území Číny.
V roce 1998 hrál s Anthony Hopkinsem v populárním romantickém filmu Seznamte se, Joe Black a v roce 1999 podruhé spolupracoval s Davidem Fincherem na filmu Klub rváčů rolí Tylera Durdena – za obě role inkasoval shodně 17,5 milionu dolarů. Kvůi roli Durdena Brad podstoupil kurzy boxu či taekwonda. Film se i přes počáteční rozporuplné reakce stal jedním z nejkultovnějších filmových děl všech dob a Pittův výkon v něm bývá často vyzdvihován.

#### V novém tisíciletí
Začátkem nového milénia si zahrál v úspěšné kriminální komedií Guye Ritchieho Pudfu(c)k (2000) či po boku Julie Robertsové ve filmu Mexičan (2001). Film se dočkal zdrženlivějších reakcí, jednalo se však o komerční úspěch. Téhož roku se opět shledal s Robertem Redfordem na natáčení thrilleru Spy Game nebo se objevil v hvězdně obsazené komedii Dannyho parťáci společně s Georgem Clooneym, Juliou Roberts či Mattem Damonem. Svou roli si zopakoval i v druhém a třetím díle.
Koncem roku 2001 se objevil i v jedné epizodě 8 série slavného sitcomu Přátelé, kde si zahrál postavu, jež z celého srdce nesnáší Rachel Greenovou, paradoxně ztělesněnou jeho tehdejší manželkou Jennifer Aniston.

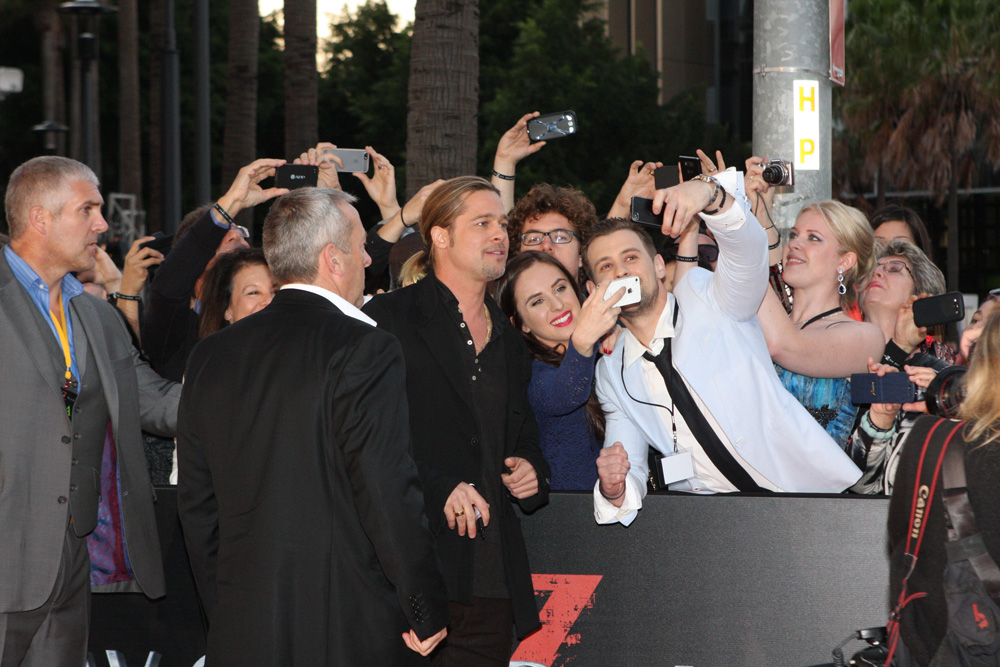
Brad Pitt se fotí s fanoušky na premiéře filmu Světová válka Z (2013)

Brad Pitt ztvárnil mytického válečníka Achilla v historickém velkofilmu Troja (2004) a zazářil i v slavné krimi komedií Mr. & Mrs. Smith (2005), kde se objevil po boku Angeliny Jolie, své budoucí manželky. Právě chemie mezi oběma hlavními aktéry byla nejvíce chválena.
V následujících letech účinkoval v několika kvalitních hollywoodských dramatech, po boku Cate Blanchett zazářil ve snímcích Babel (2006) a Podivuhodný případ Benjamina Buttona (2008), který vypráví kuriózní případ muže, jenž se narodil jako stařec a v průběhu života mládne. Za oba výkony byl navržen na Zlatý glóbus, za druhý zmíněný film pak i na Oscara. Hlavní roli ztělesnil i ve westernu Zabití Jesseho Jamese zbabělcem Robertem Fordem (2007).
Černá komedie bratří Coenů Po přečtení spalte (2008) se taktéž dočkala vřelého přijetí, mezinárodní uznání ovšem Pittovi přinesla zejména první spolupráce se slavným filmařem Quentinem Tarantinem na válečném filmu Hanebný pancharti (2009). Role Alda Raina, drsného amerického vojáka operujícího se svou jednotkou v nacisty okupované Francii, se podobně jako samotný film stala takřka legendární.

### Ustálená hollywoodská hvězda
Brad Pitt byl za sportovní film z prostředí baseballu Moneyball (2011) nominován na dva Oscary (nejlepší film, nejlepší mužský herecký výkon v hlavní roli). Objevil se také v dramatu Strom života (2011) či thrilleru Zabít tiše (2012).
Herec přijal hlavní úlohy v sci-fi hororu Světová válka Z (2013) a válečném filmu Železná srdce (2014). Oba filmy se dočkaly komerčního úspěchu. Světová válka Z, pojednávající o zombie apokalypse, se s utrženými 540 miliony dolarů stala vůbec nejvýdělečnějším filmem hercovy kariéry.

Produkce historického dramatu 12 let v řetězech (2013) zabývající se problematikou otroctví mu vynesla vůbec první cenu Akademie. Roku 2015 produkoval a ztvárnil jednu z vedoucích úloh v hvězdně obsazené Sázce na nejistotu, účinkoval též v romantickém dramatu U moře své ženy Angeliny Jolie pojednávajícím o manželské krizi. Sama Jolie přiznala, že film byl neúspěšným pokusem o zlepšení jejich vztahu.

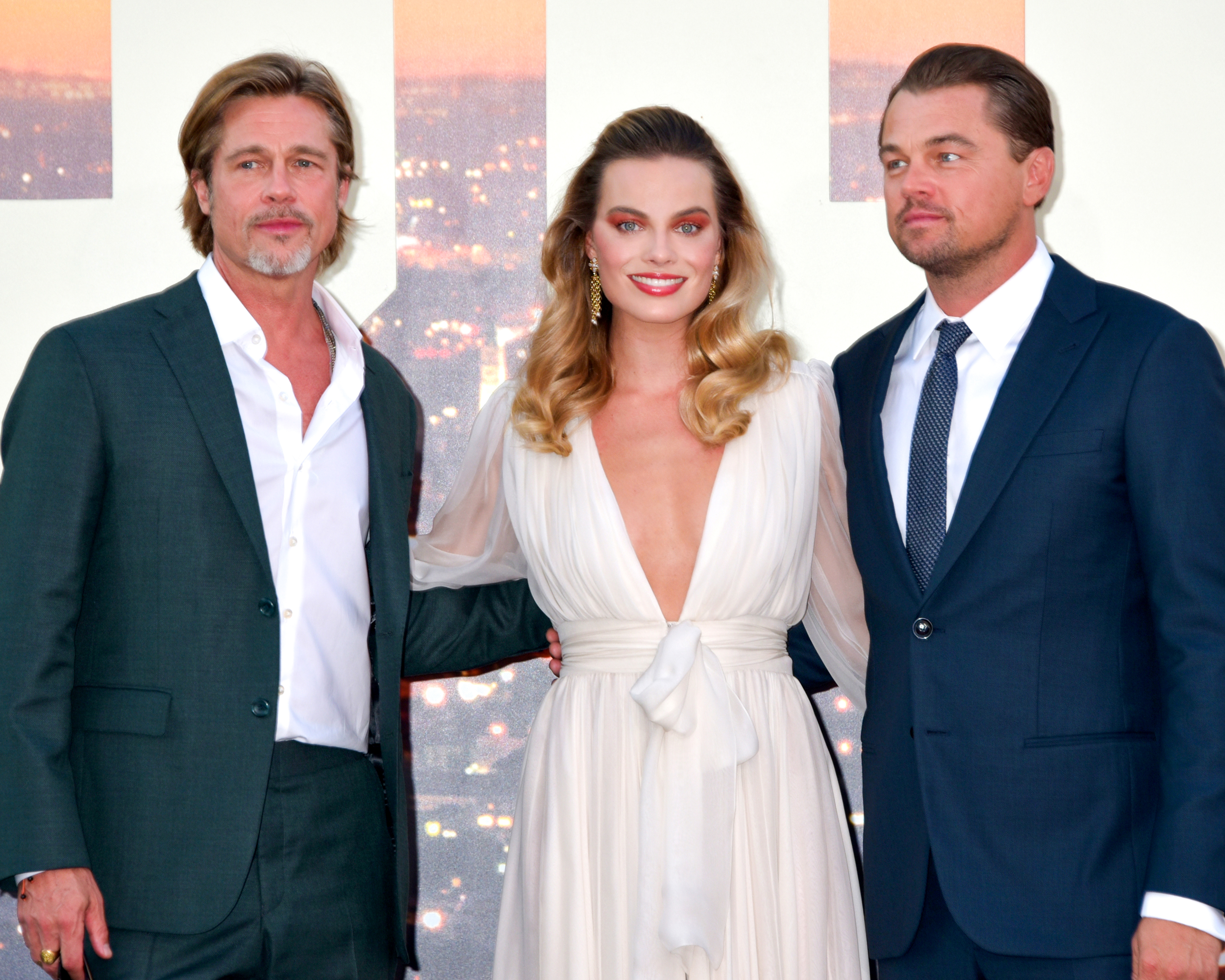
Pitt po boku Margot Robbie a Leonarda DiCapria na losangeleské premiéře filmu Tenkrát v Hollywoodu (2019)

Roku 2016 si po boku Marion Cotillard zahrál v úspěšném špionážním válečném thrilleru Spojenci režiséra Roberta Zemeckise, o rok později účinkoval ve vlažně přijaté válečné komedii z produkce Netflixu War Machine. Tou dobou se spekulovalo i o možném sequelu Světové války Z, z finančních důvodů ovšem k realizaci projektu nedošlo.
V roce 2019 ztvárnil postavu kaskadéra Cliffa Bootha v devátem filmu Quentina Tarantina Tenkrát v Hollywoodu, kde zářil po boku Leonarda DiCapria. Hlavní aktéři pak vysoce očekávaný film za hlasitého potlesku uvedli 22. května 2019 na filmovém festivalu v Cannes. Brad za svůj výkon utržil druhý herecký Zlatý glóbus a vůbec prvního hereckého Oscara v kategorii nejlepší herec ve vedlejší roli. Emotivní přijímací řeč během slavnostního ceremoniálu věnoval zejména svým dětem.
V témže roce ztvárnil hlavní roli v rozporuplném sci-fi filmu Ad Astra (lat. název pro ke hvězdám). Roku 2022 účinkoval v úspěšné akční komedii Bullet Train odehrávající se v japonském Šikansenu či hollywoodském velkofilmu Damiena Chazella Babylon, za který obdržel další nominaci na Zlatý glóbus.
S režisérem Josephem Kosinskim pracuje na očekávaném a zatím nepojmenovaném filmu z prostředí Formule 1. Jako odborný poradce i producent spolupracuje i slavný pilot Formule 1 Lewis Hamilton.

## Osobní život

### Vztahy
Již od druhé poloviny 80. let byl Brad Pitt v milostném poměru s mnoha svými hereckými kolegyněmi včetně Robin Givens či Juliette Lewisové. Zájem tisku ovšem vzbudil až vztah s Gwyneth Paltrow, se kterou se seznámil během natáčení filmu Sedm. Vztah trval mezi lety 1994 a 1997 a pár byl již dokonce zasnouben.
V roce 2022 herec začal chodit se šperkařkou Ines de Ramon, která je o 29 let mladší.

#### Vztah s Jennifer Aniston
Pitt se s Jennifer Aniston poprvé setkal již v roce 1994, kdy byli seznámeni svými agenty. Chodit spolu začali až o čtyři roky později a 29. července 2000 se během soukromého ceremoniálu v kalifornském Malibu vzali. Začátkem roku 2005 pár oznámil rozchod a jejich rozvod byl dokončen na podzim toho roku. Ačkoliv jejich vztah bývá v médiích často popisován jako velmi divoký, ve skutečnosti Pitt i Anistonová tvrdí, že se rozešli v dobrém a dodnes zůstávají blízkými přáteli.

#### Vztah s Angelinou Jolie

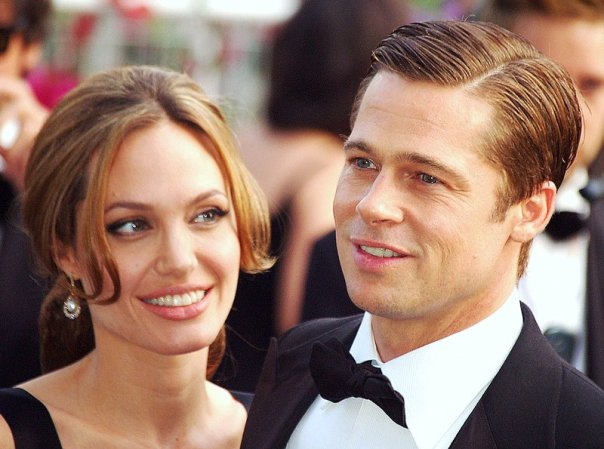
Po boku své exmanželky Angeliny Jolie na filmovém festivalu v Cannes

Již během rozvodového řízení Pitta s Aniston začátkem roku 2005 přitahovalo ústřední herecké duo Mr. & Mrs. Smith mediální pozornost. Brad a jeho herecká kolegyně Angelina Jolie se v pozdějších rozhovorech nechali slyšet, že se sblížili již během natáčení filmu. Zanedlouho poté je paparazzi vyfotografovali například na pláži v Keni a na veřejnosti se ukazovali společně stále častěji. Jejich vztah vzbudil hotovou senzaci u novinářů i čtenářů a brzy se mu začalo přezdívat "Brangelina". První snímky jejich dětí byly vydraženy za miliony dolarů, které byly posléze použity na charitativní účely, a pár byl pronásledován davy reportérů, kamkoliv se hnul. Pitt se s Jolie zasnoubil v dubnu 2012 a oficiálně se oženil 23. srpna 2014 během soukromého cerominálu na jejich jihofrancouzském sídle, zámku Miraval. Na podzim roku 2016 herečka požádala o rozvod, oficiálně kvůli "značným rozdílům", hlavním důvodem ale pravděpodobně bylo Bradovo údajné domácí násilí na jejich dětí. Řízení bylo dokončeno v dubnu roku 2019.

### Děti
Už když začal Pitt chodit s Angelinou, herečka byla matkou adoptovaného chlapce Maddoxe. Toho později přijal za svého i Brad, s Jolie adoptovali v Etiopii další dítě, tentokrát devče Zaharu, a příjmení dětí změnili z "Jolie" na "Jolie-Pitt". V květnu 2006 se páru v Namibii narodilo také jejich první vlastní dítě, dcera Shiloh Nouvel. V roce 2007 si partneři osvojil třetí dítě, Paxe-Thiena, tentokrát ze sirotčince v Ho Či Minově městě. Na mezinárodním filmovém festivalu v Cannes v roce 2008 Jolie oznámila, že čeká dvojčata. Téhož roku v léte porodila ve francouzském Nice dceru Vivienne a syna Knoxe.
Již od počátku rozvodového řízení v roce 2016 vypukl mezi párem boj o péči o děti. Jolie nakonec získala de facto kompletní rodičovskou péči a Brad se smí setkávat se svými potomky jen občasně.

### Obvinění z násilí
V září 2016 byl Brad Pitt vyšetřován FBI ze zneužívání dětí poté, co anonymní osoba obvinila herce z násilnického verbálního i fyzického jednání vůči jednomu ze svých dětí v letadle. Nakonec ovšem nebyl trestně stíhán.
K dalšímu obvinění došlo ze strany exmanželky Angeliny Jolie, která herce osočila z nepřípustného jednání k ní samotné a ze škrcení či uhození jejich potomků. Pitt ji měl také údajně nutit, aby o zneužívání jejich dětí mimo soud vůbec nehovořila.

### Kouření a alkoholismus
Už od šesté třídy základní školy byl Brad Pitt vášnivým kuřákem, v rozhovorech nicméně odhalil, že během pandemie koronaviru s tímto zlozvykem po letech snažení přestal. Nechal se také slyšet, že koncem 90. let i pravidelně kouřil marihuanu, čímž se snažil uniknout ze života celebrity. 

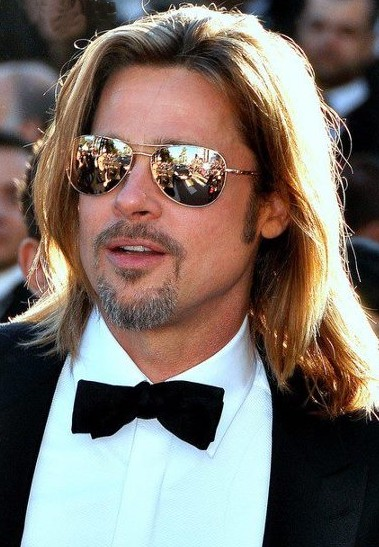
Herec na filmovém festivalu v Cannes v roce 2012

Herec léta bojoval s alkoholismem. V roce 2016 začal abstinovat a navštěvoval setkání Anonymních alkoholiků. O tři roky později napsal společně s hercem Anthonym Hopkinsem (s nímž spolupracoval na filmech Legenda o vášni a Seznamte se, Joe Black), taktéž vyléčeným alkoholikem, článek o jejich zkušenostech s léčbou závislosti.
Brad roku 2022 přiznal, že trpí obličejovou slepotou, tzv. prosopagnosii. Dělá mu tedy velký problém rozlišit a zapamatovat si obličeje svých známých.

### Záliby
Jeho oblíbenými nápoji jsou káva a pivo, jídlem pak pizza a ze sportu má nejraději cyklistiku, tenis a horolezectví. Zajímá se také o umění a naučil se hrnčířství. Některé jeho skulptury byly zpěvákem Nickem Cavem v letech 2022 a 2023 vystaveny ve finském Tampere.

### Rezidence
V roce 2007 si koupil honosnou vilu poblíž jezera Como v Itálii na doporučení svého dlouholetého kamaráda George Clooneyho, který zde bydlí. Je také majitelem panství v jižní Kalifornii v hodnotě 1,7 milionů dolarů.
V roce 2023 prodal své honosné sídlo v Hollywood Hills, kde žil s Angelinou Jolie, za 33 milionů dolarů a koupil si mnohem skromnější sídlo v nedalekém Los Feliz za 5,5 milionů dolarů.

## Humanitární činnost a aktivismus

### Filantropie
Brad Pitt se aktivně věnuje filantropii a podpoře nejchudších regionů světa. Se svou exmanželkou Angelinou Jolie založil nadaci, která se snaží bojovat s chudobou po celém světě. V minulosti například daroval množství peněz na výzkum a prevenci AIDS, škody způsobené zemětřesením na Haiti v roce 2010, přispívá i na projekt Lékaři bez hranic. Svůj zájem o architekturu skloubil roku 2006 s humanitární činností v louisianském New Orleans zdevastovaném hurikánem Katrina, kdy projektoval levné a ekologické bydlení pro místní obyvatele, jejichž domovy byly vlivem přírodní katastrofy zničeny. 

### Politické postoje
Herec v amerických prezidentských volbách v letech 2008 i 2012 podpořil demokratického kandidáta Baracka Obamu, jehož se Pitt vzdáleným příbuzným. Pro prezidentskou kampaň Joea Bidena během prezidentských voleb v roce 2020 dokonce namluvil reklamu.
Je také otevřeným podporovatelem práv stejnopohlavních manželství. V roce 2006 se nechal slyšet, že si Angelinu Jolie vezme až tehdy, kdy si každý Američan bude moci vzít, koho chce.

## Filmografie

### Herec

#### Film
| Rok  | Název                                           | Role                                  | Poznámky                                                                |
| ---- | ----------------------------------------------- | ------------------------------------- | ----------------------------------------------------------------------- |
| 1987 | Hunk                                            | chlapec na pláži                      | neuveden v titulcích                                                    |
| 1987 | Bez východiska                                  | host na party                         | neuveden v titulcích                                                    |
| 1987 | Země nikoho                                     | číšník                                | neuveden v titulcích                                                    |
| 1987 | Feťáci                                          | muž na párty                          | neuveden v titulcích                                                    |
| 1988 | Odvrácená strana Slunce                         | Rick                                  |                                                                         |
| 1989 | Bláznivá spolubydlící                           | Brian                                 |                                                                         |
| 1989 | Cutting Class                                   | Dwight Ingalls                        |                                                                         |
| 1991 | Cestou necestou                                 | Joe Maloney                           |                                                                         |
| 1991 | Thelma a Louise                                 | J.D.                                  |                                                                         |
| 1991 | Johnny Suede                                    | Johnny Suede                          |                                                                         |
| 1992 | Contact                                         | Cox                                   |                                                                         |
| 1992 | Senzační svět                                   | Frank Harris                          |                                                                         |
| 1992 | Teče tudy řeka                                  | Paul Maclean                          |                                                                         |
| 1993 | Kalifornie                                      | Early Grayce                          |                                                                         |
| 1993 | Pravdivá romance                                | Floyd                                 |                                                                         |
| 1994 | Favorit                                         | Elliott Fowler                        |                                                                         |
| 1994 | Interview s upírem                              | Louis de Pointe du Lac                |                                                                         |
| 1994 | Legenda o vášni                                 | Tristan Ludlow                        |                                                                         |
| 1995 | Sedm                                            | David Mills                           |                                                                         |
| 1995 | Dvanáct opic                                    | Jeffrey Goines                        |                                                                         |
| 1996 | Spáči                                           | Michael Sullivan                      |                                                                         |
| 1997 | Tichý nepřítel                                  | Rory Devaney (Francis Austin McQuire) |                                                                         |
| 1997 | Sedm let v Tibetu                               | Heinrich Harrer                       |                                                                         |
| 1998 | Seznamte se, Joe Black                          | Joe Black                             |                                                                         |
| 1999 | Klub rváčů                                      | Tyler Durden                          |                                                                         |
| 1999 | V kůži Johna Malkoviche                         | Sám sebe                              | neuveden v titulcích, cameo                                             |
| 2000 | Podfu(c)k                                       | Mickey O'Neil                         |                                                                         |
| 2001 | Mexičan                                         | Jerry Welbach                         |                                                                         |
| 2001 | Spy Game                                        | Tom Bishop                            |                                                                         |
| 2001 | Dannyho parťáci                                 | Rusty Ryan                            |                                                                         |
| 2002 | Hollywood, Hollywood                            | Brad                                  | cameo                                                                   |
| 2003 | Sindibád: Legenda sedmi moří                    | Sindibád (dabing)                     |                                                                         |
| 2004 | Troja                                           | Achilles                              |                                                                         |
| 2004 | Dannyho parťáci 2                               | Rusty Ryan                            |                                                                         |
| 2005 | Mr. & Mrs. Smith                                | John Smith                            |                                                                         |
| 2006 | Babel                                           | Richard                               |                                                                         |
| 2007 | Dannyho parťáci 3                               | Rusty Ryan                            |                                                                         |
| 2007 | Zabití Jesseho Jamese zbabělcem Robertem Fordem | Jesse James                           |                                                                         |
| 2008 | Po přečtení spalte                              | Chad Feldheimer                       |                                                                         |
| 2008 | Podivuhodný případ Benjamina Buttona            | Benjamin Button                       |                                                                         |
| 2009 | Hanebný pancharti                               | Aldo Raine                            |                                                                         |
| 2010 | Megamysl                                        | Metro Man (dabing)                    |                                                                         |
| 2011 | Strom života                                    | O'Brien                               |                                                                         |
| 2011 | Moneyball                                       | Billy Beane                           |                                                                         |
| 2011 | Happy Feet 2                                    | Will the Krill (dabing)               |                                                                         |
| 2012 | Zabít tiše                                      | Jackie Cogan                          |                                                                         |
| 2013 | Světová válka Z                                 | Gerry Lane                            |                                                                         |
| 2013 | 12 let v řetězech                               | Samuel Bass                           |                                                                         |
| 2013 | Konzultant                                      | Westray                               |                                                                         |
| 2014 | Železná srdce                                   | Don Collier                           | také výkonný producent                                                  |
| 2015 | The Audition                                    | sám sebe                              | krátkometrážní film                                                     |
| 2015 | U moře                                          | Roland                                |                                                                         |
| 2015 | Až na vrchol                                    | vypravěč                              |                                                                         |
| 2015 | Sázka na nejistotu                              | Ben Rickert                           |                                                                         |
| 2016 | Cesta času                                      | vypravěč                              |                                                                         |
| 2016 | Spojenci                                        | Max Vatan                             |                                                                         |
| 2017 | War Machine                                     | generál Glen McMahon                  |                                                                         |
| 2018 | Deadpool 2                                      | Vanisher                              | cameo                                                                   |
| 2019 | Tenkrát v Hollywoodu                            | Cliff Booth                           | Oscar za nejlepší mužský herecký výkon ve vedlejší roli                 |
| 2019 | Ad Astra                                        | major Roy McBride                     | Filmový festival na ostrově Faro (nejlepší herecký výkon v hlavní roli) |
| 2022 | Ztracené město                                  | Jack Trainer                          |                                                                         |
| 2022 | Babylon                                         | Jack Conrad                           |                                                                         |
| 2022 | Bullet Train                                    | Ladybug                               |                                                                         |
| 2025 | F1                                              | Sonny Hayes                           | postprodukce                                                            |

#### Televize
| Rok       | Název                      | Role                       | Poznámky                       |
| --------- | -------------------------- | -------------------------- | ------------------------------ |
| 1987      | Another World              | Chris                      | 2 díly                         |
| 1987      | Dallas                     | Randy                      | 4 díly                         |
| 1988      | A Stoning in Fulham County | Toddy                      | TV film                        |
| 1988      | 21 Jump Street             | Peter                      | díl: „Best Years of Your Life“ |
| 1989      | Head of the Class          | Chuck                      | díl: „Partners“                |
| 1989      | Growing Pains              | Jeff & Johnathan Keith     | 2 díly                         |
| 1989      | thirtysomething            | Bernard                    | díl: „Love and Sex“            |
| 1989      | Freddyho noční můry        | Rick Austin                | díl: „Black Tickets“           |
| 1990      | The Image                  | Operador de câmera         | TV film                        |
| 1990      | Smrt přišla brzy           | Billy Canton               | TV film                        |
| 1990      | Glory Days                 | Walker Lovejoy             | 6 dílů                         |
| 1992      | Odvážné příběhy            | Billy                      | díl: „King of the Road“        |
| 1992      | Příběhy ze záhrobí         | Billy                      | díl: „King of the Road“        |
| 2001      | Přátelé                    | Will Colbert               | díl: „Pomluvy“                 |
| 2002      | Jackass                    | Ele mesmo                  |                                |
| 2003      | Tatík Hill a spol.         | Patch Boomhauer (dabing)FS | díl: „Patch Boomhauer“         |
| 2003      | Freedom: A History of Us   | více rolí                  | 5 dílů                         |
| 2017–2018 | The Jim Jefferies Show     | meteorolog                 | 7 dílů                         |

### Producent
| Rok       | Název                                           | Poznámky                                     |
| --------- | ----------------------------------------------- | -------------------------------------------- |
| 2006      | God Grew Tired of Us                            | výkonný producent                            |
| 2006      | Skrytá identita                                 | producent                                    |
| 2006      | Hlava nehlava                                   | producent                                    |
| 2007      | Zabití Jesseho Jamese zbabělcem Robertem Fordem | producent                                    |
| 2007      | Síla srdce                                      | producent                                    |
| 2007      | Život je pes                                    | výkonný producent                            |
| 2007      | The Tehuacan Project                            | výkonný producent                            |
| 2008      | Pretty/Handsome                                 | výkonný producent                            |
| 2009      | Soukromé životy Pippy Lee                       | výkonný producent                            |
| 2009      | Zakletý v čase                                  | výkonný producent                            |
| 2010      | Kick-Ass                                        | producent                                    |
| 2010      | Jíst, meditovat, milovat                        | producent                                    |
| 2011      | Strom života                                    | producent                                    |
| 2011      | Moneyball                                       | producent                                    |
| 2012      | Zabít tiše                                      | producent                                    |
| 2012      | The House I Live In                             | výkonný producent                            |
| 2013      | Světová válka Z                                 | producent                                    |
| 2013      | Independent Lens                                | výkonný producent dílu „The House I Live In“ |
| 2013      | 12 let v řetězech                               | producent                                    |
| 2013      | Big Men                                         | výkonný producent                            |
| 2013      | Kick-Ass 2                                      | producent                                    |
| 2014      | Stejná srdce                                    | výkonný producent                            |
| 2014      | Vzkříšení                                       | výkonný producent dílu „The Returned“        |
| 2014      | Nightingale                                     | výkonný producent                            |
| 2014      | Selma                                           | výkonný producent                            |
| 2014      | Železná srdce                                   | výkonný producent                            |
| 2015      | U moře                                          | producent                                    |
| 2015      | Pravdivý příběh                                 | výkonný producent                            |
| 2016–2019 | OA                                              | výkonný producent                            |
| 2016      | Cesta času                                      | producent                                    |
| 2016      | Moonlight                                       | výkonný producent                            |
| 2016      | Sázka na nejistotu                              | producent                                    |
| 2016      | Až na vrchol                                    | producent                                    |
| 2017      | Bradův život                                    | výkonný producent                            |
| 2017      | Okja                                            | výkonný producent                            |
| 2017      | Ztracené město Z                                | výkonný producent                            |
| 2017      | War Machine                                     | producent                                    |
| 2018      | Vice                                            | producent                                    |
| 2018      | Kdyby ulice Beale mohla mluvit                  | výkonný producent                            |
| 2018      | Beautiful Boy                                   | producent                                    |
| 2018–2019 | Sweetbitter                                     | výkonný producent                            |
| 2019      | The Last Black Man in San Francisco             | výkonný producent                            |
| 2019      | Král                                            | producent                                    |
| 2019      | Ad Astra                                        | producent                                    |
| 2020      | Kajillionaire                                   | výkonný producent                            |
| 2020      | Americanah                                      | producent                                    |
| 2020      | Irresistible                                    | producent                                    |
| 2021      | Ztracené město                                  | producent                                    |
| 2022      | Blondýnka                                       | producent                                    |
| —         | The Underground Railroad                        | producent                                    |
| —         | Nepojmenovaný dokument o Chrisovi Cornellovi    | výkonný producent                            |
| —         | Black Hole                                      | producent                                    |
| —         | Wrong Answer                                    | producent                                    |

## Ocenění
| cena              | rok  | vítězství                                       | nominace                             | ocenění                          |
| ----------------- | ---- | ----------------------------------------------- | ------------------------------------ | -------------------------------- |
| Academy Awards    | 2020 | Tenkrát v Hollywoodu                            |                                      | nejlepší herec ve vedlejší roli  |
|                   | 2016 |                                                 | Sázka na nejistotu                   | nejlepší film                    |
|                   | 2014 | 12 let v řetězech                               |                                      | nejlepší film                    |
|                   | 2012 |                                                 | Moneyball                            | nejlepší film                    |
|                   | 2012 |                                                 | Moneyball                            | nejlepší herec v hlavní roli     |
|                   | 2009 |                                                 | Podivuhodný případ Benjamina Buttona | nejlepší herec v hlavní roli     |
|                   | 1996 |                                                 | 12 opic                              | nejlepší herec ve vedlejší roli  |
| Golden Globes     | 2023 |                                                 | Babylon                              | nejlepší herec ve vedlejší roli  |
|                   | 2020 | Tenkrát v Hollywoodu                            |                                      | nejlepší herec ve vedlejší roli  |
|                   | 2012 |                                                 | Moneyball                            | nejlepší herec - drama           |
|                   | 2009 |                                                 | Podivuhodný případ Benjamina Buttona | nejlepší herec - drama           |
|                   | 2007 |                                                 | Babel                                | nejlepší herec ve vedlejší roli  |
|                   | 1996 | 12 opic                                         |                                      | nejlepší herec ve vedlejší roli  |
|                   | 1995 |                                                 | Legenda o vášni                      | nejlepší herec - drama           |
| Venezia IFF       |      |                                                 |                                      |                                  |
|                   | 2007 | Zabití Jesseho Jamese zbabělcem Robertem Fordem |                                      | Coppa Volpi pro nejlepšího herce |
| BAFTA             | 2020 | Tenkrát v Hollywoodu                            |                                      | nejlepší herec ve vedlejší roli  |
|                   | 2012 |                                                 | Moneyball                            | nejlepší herec v hlavní roli     |
|                   | 2009 |                                                 | Podivuhodný případ Benjamina Buttona | nejlepší herec v hlavní roli     |
|                   | 2009 |                                                 | Po přečtení spalte                   | nejlepší herec ve vedlejší roli  |
| Razzie Awards     |      |                                                 |                                      |                                  |
|                   | 1994 | Interview s upírem                              |                                      | nejhorší kombinace k vidění      |
| New York Film CCA |      |                                                 |                                      |                                  |
|                   | 2011 | Moneyball                                       |                                      | nejlepší herec v hlavní roli     |
| AACTA Awards      |      |                                                 |                                      |                                  |
|                   | 2012 |                                                 | Moneyball                            | nejlepší herec v hlavní roli     |